# Oxyethira touba
Oxyethira touba är en nattsländeart som beskrevs av Francois-Marie Gibon 1988. Oxyethira touba ingår i släktet Oxyethira och familjen smånattsländor. Inga underarter finns listade i Catalogue of Life.